# Parham (Antigua i Barbuda)
Parham – miasto w Antigui i Barbudzie; na wyspie Antigua; stolica Saint Peter; 864 mieszkańców (2008)